# Донау-Ауэн
Донау-Ауэн (нем. Donau-Auen — «Поймы Дуная») — национальный парк в Австрии, на территории земли Нижняя Австрия. Площадь парка — 93 км², основан 27 октября 1996 года.
Территория национального парка вытянута узкой полосой вдоль поймы Дуная между Веной и устьем Моравы, по которой проходит граница со Словакией. Длина парка составляет 38 километров, в то время как максимальная ширина — около четырёх. К северу от него простирается равнинная низменность Мархфельд. Большую часть национального парка составляют заливные луга и заболоченные земли вдоль Дуная, здесь много озёр и небольших рек. Донау-Ауэн — один из последних природных уголков Центральной Европы, где сохраняется нетронутая биосфера заливных пойм. Колебания уровня воды в реке доходят здесь до 7 метров, что постоянно подпитывает водоёмы парка и обновляет ландшафт.
В парке обитает множество животных, включая редкие и вымирающие виды, в том числе более ста видов птиц, 8 видов рептилий, 13 видов земноводных и 60 видов рыбы. Также велико разнообразие флоры — здесь произрастают более 800 видов растений, включая такие редкие, как серебряная ива и редкие типы орхидей.
Через территорию парка проходит Дунайский велосипедный маршрут, начинающийся в немецком Пассау и продолжающийся на территории Венгрии.